# Euphemos (archont)
Euphemos (Oudgrieks: Εὔφημος) was archon eponymos ("naamgevend archont") van Athene in 417/416 v.Chr.
Tijdens zijn ambtstermijn werd het bondgenootschap met de stadstaat (polis) Argos hernieuwd, nadat de Argivische democratische partij de door Sparta gesteunde oligarchen van de macht had weten te verdrijven. Onder zijn archonaat werd in de zomer van 416 een strafexpeditie met 38 schepen en 3000 soldaten uitgezonden onder leiding van de generaals Cleomedes en Tisias tegen de neutrale stadstaat Milos, die weigerde 15 talenten belasting te betalen en toe te treden tot het bondgenootschap tegen Sparta.
De geschiedschrijver Thucydides vermeldt een redevoering van hem als Atheens gezant in Kamarina, volgend op die van Hermocrates van Syracuse.